# 4239 Goodman
4239 Goodman eller 1980 OE är en asteroid i huvudbältet som upptäcktes den 17 juli 1980 av den amerikanske astronomen Edward L.G. Bowell vid Anderson Mesa Station. Den är uppkallad efter Neville J. Goodman.
Asteroiden har en diameter på ungefär 4 kilometer.